# Armée des volontaires ukrainiens
 (mars 2022).
La mise en forme du texte ne suit pas les recommandations de Wikipédia : il faut le « wikifier ».
Les points d'amélioration suivants sont les cas les plus fréquents. Le détail des points à revoir est peut-être précisé sur la page de discussion.
- Les titres sont pré-formatés par le logiciel. Ils ne sont ni en capitales, ni en gras.
- Le texte ne doit pas être écrit en capitales (les noms de famille non plus), ni en gras, ni en italique, ni en « petit »…
- Le gras n'est utilisé que pour surligner le titre de l'article dans l'introduction, une seule fois.
- L'italique est rarement utilisé : mots en langue étrangère, titres d'œuvres, noms de bateaux, etc.
- Les citations ne sont pas en italique mais en corps de texte normal. Elles sont entourées par des guillemets français : « et ».
- Les listes à puces sont à éviter, des paragraphes rédigés étant largement préférés. Les tableaux sont à réserver à la présentation de données structurées (résultats, etc.).
- Les appels de note de bas de page (petits chiffres en exposant, introduits par l'outil «  Source ») sont à placer entre la fin de phrase et le point final[comme ça].
- Les liens internes (vers d'autres articles de Wikipédia) sont à choisir avec parcimonie. Créez des liens vers des articles approfondissant le sujet. Les termes génériques sans rapport avec le sujet sont à éviter, ainsi que les répétitions de liens vers un même terme.
- Les liens externes sont à placer uniquement dans une section « Liens externes », à la fin de l'article. Ces liens sont à choisir avec parcimonie suivant les règles définies. Si un lien sert de source à l'article, son insertion dans le texte est à faire par les notes de bas de page.
- La présentation des références doit suivre les conventions bibliographiques. Il est recommandé d'utiliser les modèles {{Ouvrage}}, {{Chapitre}}, {{Article}}, {{Lien web}} et/ou {{Bibliographie}}. Le mode d'édition visuel peut mettre en forme automatiquement les références.
- Insérer une infobox (cadre d'informations à droite) n'est pas obligatoire pour parachever la mise en page.

Pour une aide détaillée, merci de consulter Aide:Wikification.
Si vous pensez que ces points ont été résolus, vous pouvez retirer ce bandeau et améliorer la mise en forme d'un autre article.
Armée volontaire ukrainienne (UDA) est une formation militaire volontaire de l'Ukraine, qui existe depuis 2015.
L'UDA a été créée en décembre 2015 après la démission de Dmytro Iaroch et de ses associés du mouvement Secteur droit. En août 2018, la formation est restée indépendante et ne faisait pas partie des Forces armées ukrainiennes.
Le 14 octobre 2018, il a été annoncé que toutes les unités de combat de l'UDA - 5e et 8e bataillons , - venaient de l'avant-garde. Dmytro Iaroch a déclaré que la tâche de l'UDA sera de construire des unités de défense territoriale.

## Historique

### Création
L'UDA a commencé à être créée en décembre 2015 sur la base d'unités du Corps des volontaires ukrainiens, qui ont pris part aux combats dans le Donbass , - 5e et 8e bataillons et le bataillon médical "Hospitaliers" . À la suite de l'annonce du retrait du DUK-PS, les bataillons concernés du DUK ont été dissous.
Le député du peuple Dmytro Iaroch a déclaré qu'il retirait son projet de loi sur le corps des volontaires ukrainiens et, après l'avoir finalisé, soumettrait un nouveau projet de loi sur l'armée ukrainienne des volontaires à la Verkhovna Rada d'Ukraine. Jarosz a également noté qu'à la première étape de la formation d'une telle armée, il suffira d'avoir un bataillon dans chaque région, qui pourra être utilisé, notamment pour aider les forces de sécurité à l'intérieur du pays .
Les principales tâches de l'UDA sont les suivantes : protection de l'Ukraine contre les agressions armées extérieures, missions de combat dans la zone d'opération antiterroriste en coopération avec les forces armées ukrainiennes et d'autres forces de l'ordre ukrainiennes, travail de mobilisation, entraînement au combat, éducation patriotique, augmenter les capacités de défense du pays.

### Chemin de bataille
En février 2016, le 5e bataillon de l'UDA, avec le 74e bataillon de reconnaissance des forces armées ukrainiennes, a mené une opération de combat, a pris position dans la zone industrielle d'Avdiivka et a pris le contrôle d'une partie de l'autoroute Donetsk-Horlivka près de l'échangeur de Yasynuvata . Le 13 avril, le soldat Zakharov Andrii Volodymyrovych a été tué près d'Avdiivka, couvrant une explosion pour protéger ses frères .
En juin 2016, le 8e bataillon de l'UDA avec le 54e bataillon de reconnaissance des forces armées ukrainiennes lors d'une opération de reconnaissance près du village de Shirokine a capturé 8 militants et en a neutralisé 2. Le 26 août 2016, le soldat Sheludko Volodymyr Oleksandrovych ("Carp") a été tué par une balle de sniper près de Shirokino,.
Selon zn.ua, en septembre 2016, des unités de l'UDA se sont battues dans la zone de l'échangeur de Yasynuvata près d'Avdiivka .
Le 23 octobre 2016, lors des combats dans la « zone industrielle » de la ville d'Avdiïvka, le soldat Saenko Dmytro Oleksandrovych est mort. Le matin du 26 décembre 2016, près du village de Shirokine, le soldat Moroz Oleksandr Mykolayovych (« février ») a été tué par un engin explosif avec un « brancard » .
Le 21 juin 2017, les soldats Ivanyk Volodymyr Vasyliovych et Lutsiv Andriy Zenonovych ont été tués dans une bataille près de la ville d'Avdiivka . Le 30 août, Gennady Levitsky est tué dans une bataille près de Maryinka . Le 10 décembre 2017, à la suite d'une explosion sur une mine antipersonnel avec « étirement » lors d'une mission de combat dans la zone de Marïnka, des volontaires du groupe tactique séparé "Volyn" Zelmanovych Viktor (pseudonyme "Zelya" et Zubchenko Oleksandr (pseudonyme "Zapal") ont été tués.
Dans la nuit du 23 au 24 mai 2018, un soldat de l'armée des volontaires ukrainiens Ivan Vsevolodovych Zhukov (pseudonyme "Beetle") est décédé dans la région de Donetsk .
Le 14 juin 2018, à la suite d'une grave maladie de la colonne vertébrale, un volontaire du 8e bataillon séparé "Aratta" Galagan Volodymyr (pseudonyme "Dushman") est décédé. Héros du peuple d'Ukraine, il avait fait ses preuves à plusieurs reprises dans des batailles près de m. Marioupol .

### Sortir devant
Le 14 octobre 2018, lors de la célébration de la Journée du défenseur de l'Ukraine à Dnipro, le commandant de l'UDA, l'adjoint du peuple ukrainien Dmytro Iaroch a déclaré que les 5e et 8e bataillons distincts de l'armée des volontaires ukrainiens se retiraient du front. En particulier, il a noté : « En ce jour, j'annonce que les 5e et 8e bataillons distincts de l'armée des volontaires ukrainiens se retirent de la ligne de front, mais nous ne nous retirons pas de la guerre. Tant que la guerre continuera, nous y participerons. Aujourd'hui, la tâche la plus importante pour l'UDA - il s'agit de la construction d'unités de défense territoriale, qui auraient une fonctionnalité claire,.
Mykola Volkov (« Schtroumpf ») est décédé des suites de ses blessures le 15 avril 2019.

## Structure
- Quartier général de l'armée des volontaires ukrainiens
  - Département administratif
  - Département de l'interaction avec les forces armées et d'autres organismes d'application de la loi de l'Ukraine
  - Gendarmerie militaire de campagne
  - Département MTZ
  - Département de la protection sociale des volontaires
- 5e bataillon détaché. Basé dans le village. Velykomykhailivka dans la région de Dnipropetrovsk. Commandant Vladislav Lytvyn (Ami "Black") [21].
- 8e bataillon séparé "Aratta". Basé dans le village. Yurievka près de Marioupol. Commandant Andriy Gergert (Ami "juin")[22],[23]
- bataillon séparé (en cours de formation)[24]
- OLPZ "Loup" - Commandant Valery Voronov (Ami "Loup")
- OLPZ "Volyn" - Commandant Vladimir Andrushechko (Ami "Quiet")
- OLPZ "Brouillard noir" - Commandant Volodymyr Verkhoven (ami de "Noise").
- Service médical "Hospitaliers". Chef Yana Zinkevych.
- Centre de formation UDA - Chef Maxim Shvets (Ami de "Pokutyak")[25],[26].
- Unités de défense territoriale formées dans les oblasts.

## Commandement
Commandants
- Dmytro Iaroch[27].

Députés
- (2019) Andriy Gergert (Ami de "June") [28],[29].

Chefs d'état-major
- Sergueï Ilnitski

Départements
- gendarmerie militaire de campagne - Commandant Vasyl Abramov (Ami de "Spruce") [30]
- département de l'interaction avec les forces armées et d'autres organismes d'application de la loi de l'Ukraine - Andrey Sharaskin
- Département de la protection sociale des volontaires -Anna Demidenko
- Département administratif -Irina Garkavenko

## Reconnaissance étatique
- Jan Zinkevych a reçu l'ordre du Mérite III Art. (1er décembre 2015) - "pour une contribution personnelle significative à l'édification de l'État, au développement socio-économique, scientifique et technique, culturel et éducatif de l'État ukrainien, à des réalisations professionnelles importantes, à de nombreuses années de travail acharné.
- Les commandants de l'UDA Dmytro Yarosh, Vladyslav Lytvyn, Andriy Hergert et Viktor Kycha ont été récompensés le 21 novembre 2016 par décret du président de l'Ukraine № 517/2016 "Sur l'attribution des récompenses d'État de l'Ukraine" pour son courage personnel, son dévouement et son haut professionnalisme, manifesté dans la défense de la souveraineté de l'État et de l'intégrité territoriale de l'Ukraine, le degré de l'ordre de Bohdan Khmelnytsky III.
- Les volontaires Volodymyr Vasyanovych, Andriy Nagirny, Serhiy Torbin ont été récompensés le 21 novembre 2016 par décret du président de l'Ukraine № 517/2016 "Sur l'attribution des récompenses d'État de l'Ukraine" pour le courage personnel, le dévouement et le grand professionnalisme, identifié dans la défense de la souveraineté de l'État et de l'intégrité territoriale de l'Ukraine, le degré de l'Ordre du Courage III.

## Activité politique
Le mouvement d'initiative de l'État de Yarosh a initié la reconnaissance des volontaires au niveau local. Des volontaires ont été reconnus dans 17 régions d'Ukraine (Odessa, Chernihiv, Zhytomyr, Rivne, Kherson, Mykolaiv, Cherkasy, Kharkiv, Sumy, Dnipropetrovsk, Kirovohrad, Volyn, Khmelnytsky, Chernivtsi, Ivano-Frankivsk, Lviv, Khmelnytsky et Marioupol, la région de Donetsk et dans Kiev).

## Articles de presse
- Jarosz quitte le PS et annonce la création d'un nouveau mouvement // "La vérité ukrainienne", 28 décembre 2015
- Le Mouvement national Dmytro Yarosh ( Dzerkalo PS-Zakhid ) a été formé sur la base du 5e abbé de l'UDA // dobrovoltsi.org.ua, 15 janvier 2016
- Que les troupes russes grimpent déjà, comprenons en cours de route - Commandant de l'armée des volontaires ukrainiens // online.ua, 30 octobre 2016
- Les combattants de Yarosh ont montré comment ils vivent et se préparent à se battre: une photo et un rapport de la base // online.ua, 22 novembre 2016
- « Ярош забирає 5 і 8 батальйони УДА з передової », sur mil.in.ua, Український мілітарний портал,‎ 15 octobre 2018 (consulté le 15 octobre 2018)